# إطلاق نار في مدرسة ويست نيكل ماينز
في 2 أكتوبر 2006، وقع إطلاق نار في مدرسة ويست نيكل ماينز، وهي مدرسة من فصل واحد تابعة لطائفة الأميش المسيحية في نيكل ماينز، وهي قرية في بلدة بارت ، مقاطعة لانكستر، ولاية بنسلفانيا. أخذ جون تشارلز كارل روبرتس الرابع الرهائن وأطلق النار على ثمانية من أصل 10 فتيات (تتراوح أعمارهن بين 6-13)، مما أسفر عن مقتل خمسة قبل أن ينتحر في المدرسة. ناقش الإعلام الوطني فكرة المغفرة والمصالحة التي أبدتها طائفة الأميش ردًا على الحادثة. تم هدم مدرسة West Nickel Mines ، وتم بناء مدرسة جديدة من غرفة واحدة ، وهي مدرسة New Hope، في موقع آخر.